# Насадович, Алексей Валерьевич
Алексе́й Вале́рьевич Насадо́вич (род. 13 января 1973) — российский артист балета, ведущий солист. Заслуженный артист России, лауреат международных конкурсов.

## Биография
Родился в Новосибирске. В 1992 году окончил окончил Новосибирское государственное хореографическое училище (класс Александра Шелемова).
С 1992 — ведущий солист балета Екатеринбургского театра оперы и балета.
Выступал с гастролями театра в Испании, Италии, Корее, Японии, Франции, Германии, Греции, Южной Америке, Хорватии, Китае и других странах.
С 2000 по 2002 работал в Национальном театре города Брно (Чехия) и театрах Каира.
Работает с воспитанниками муниципального театра балета «Щелкунчик».

### Семья
С 1996 года[уточнить] женат на Маргарите Рудиной, артистке балета, своей партнерше по сцене. Воспитывают дочь — Еву.

## Исполненные партии
Екатеринбургский театр оперы и балета
| Годы | Балет              | Роль                      | Хореограф (балетмейстер) |
| ---- | ------------------ | ------------------------- | --- |
| 2007 | Корсар             | Конрад                    | Жан-Гийом Бар |
| 1996 | Ромео и Джульетта  | Ромео                     | Наталия Касаткина, Владимир Василёв (постановка, 1981); Татьяна Луань-Бинь (возобновление, 1996)                                       |
| 2004 | Щелкунчик          | Принц-Щелкунчик           | Вячеслав Гордеев (па-де-де 2 акта в ред. Василия Вайнонена)                                                                            |
| 2005 | Шехеразада         | Раб                       | Вячеслав Гордеев (на основе хореографии Михаила Фокина)                                                                                |
| ?    | Сильфида           | Джеймс                    | хореография Августа Бурнонвиля в редакции Эльзы-Марианны фон Розен; постановка Олега Виноградова (1985)                                |
| 1996 | Сотворение мира    | Бог                       | Наталия Касаткина, Владимир Василёв (постановка, 1979); Александр Фёдоров (возобновление, 1996)                                        |
| 2006 | Дон Кихот          | Алонсо Кихано, Базиль     | Вячеслав Гордеев (с использованием хореографических фрагментов Мариуса Петипа и Александра Горского)                                   |
| 1992 | Привал кавалерии   | Пётр                      | Василий Островский, Татьяна Фесенко |
| 2005 | Тысяча и одна ночь | Шахрияр                   | Олег Игнатьев |
| 2010 | Лебединое озеро    | Принц Зигфрид             | Людмила Семеняка (с использованием хореографии Мариуса Петипа, Льва Иванова, Александра Горского)                                      |
| 2009 | Жизель             | Граф Альберт              | хореография Жана Коралли, Жюля Перро и Мариуса Петипа в ред. Леонида Лавровского; сценическая редакция и постановка — Людмила Семеняка |
| 2011 | Катя и принц Сиама | Генерал, Тайское па де де | Василий Медведев |
| 2011 | Баядерка           | Золотой божок             | хореография Мариуса Петипа в ред. Владимира Пономарёва и Вахтанга Чабукиани; балетмейстер-постановщик — Станислав Фечо                 |

## Звания и награды
- дипломант открытого конкурса артистов балета «Арабеск» (Пермь, 1996, 1997, 1998);
- дипломант Всероссийского конкурса им. С. Лифаря «За лучшее актёрское мастерство»[2];
- дипломант Всероссийского конкурса «Звёзды Российской провинции» (Москва, 2001);
- лауреат конкурса «Молодой балет России» (2004);
- лауреат Свердловского областного конкурса и фестиваля «Браво!» — 2003» в номинации «Лучший дуэт» (2004).